# Caduveos
Los caduveos, kadiguedogui, kadiwéus, cadiuéus, mbayá-guaycurú o ediu-adig, son un grupo indígena brasileño que habita al oeste del río Miranda, en la frontera de Mato Grosso del Sur con el Paraguay, más precisamente en la reserva indígena Kadiwéu. En 1995 eran unos 1200 distribuidos en tres comunidades alrededor de la sierra de Bodoquena. 
Se considera a los caduveos como los descendientes actuales de los mbayaes. Los grupos beaquéo, cataguéo y guatiedéo que también habitaron el territorio brasileño se hallan extintos.
Son llamados también guaicurúes (mote peyorativo -lo mismo que "mbayá"- dado por los hablantes de guaraní), nombre de la subfamilia lingüística a la que pertenecen, dentro de la familia mataco-guaicurú. Son conocidos además como los "indios caballeros", debido a que poseían una gran habilidad para montar caballos (traídos por los españoles), criaban muchos caballos y además poseen un porte físico considerado de un típico guerrero, pues -como los otros pámpidos- son altos y fuertes. En razón de ser guerreros, las mujeres sólo tenían hijos cada seis años, debido a que no podían cargar más de un hijo en el caballo, sólo tenían otro cuando el primero ya poseía la capacidad de montar solo.
Enemigos acérrimos de los guaraníes y de sus descendientes mestizados eventualmente hicieron alianzas con los bandeirantes portugueses y brasileños, así pasaron de sus antiguos asientos en el Chaco Boreal a la región ubicada al este del río Paraguay ingresando en el valle del Mbotetey (Miranda) y destruyendo a fines del siglo XVIII gran parte de las misiones y pueblos del Itatín. En gran medida por el ancestral odio a lo guaraní fueron encarnizados enemigos del Paraguay y por ello, grandes aliados de Brasil en la guerra de la Triple Alianza, época en la cual devastaron los territorios paraguayos próximos al Chaco Boreal llegando sus incursiones o malones hasta las puertas de Concepción. En 1865 realizaron una cruenta razzia que entre otros efectos tuvo la destrucción de la población paraguaya de San Salvador. Los territorios caduveos fueron transferidos al Brasil al finalizar la guerra, hasta al menos la segunda mitad del siglo XX los caduveo o cadigüegodí o caduwe ejercían su poder sobre las etnias también indígenas de los ishir y los guanás.
A fines del siglo XIX el pintor italiano y fotógrafo Guido Boggiani convivió con ellos cuando aún quedaban algunos en el Paraguay y los retrató fotográficamente.
Las fotografías de Boggiani fueron publicadas como tarjetas postales en Buenos Aires, a instancias del antropólogo Lehmann-Nitsche, dentro de una vasta colección que incluye otros pueblos.
El antropólogo francés Claude Lévi-Strauss dedicó un capítulo entero a su estadía ente los Caduveo en su libro Tristes Trópicos. Cita a menudo a Boggiani y, pese a destacar que su cultura se halla en claro estado de retroceso y occidentalización, hace un detenido análisis de las pinturas faciales utilizado por este pueblo, rasgo que él considera más saliente e ilustrativo de su sofisticación. Para esa fecha, 1935, las relaciones entre los caduveos y el hombre blanco eran mayormente pacíficas en el Mato Grosso del Sur.
En la actualidad, los datos históricos más importantes de la historia de los caduveos en particular y de los "mbayaes" en general se encuentran reflejados en la obra de cinco tomos "historia sagrada del pueblo qom en el país chaqueño" del argentino Flavio Dalostto, quien ya ha editado los tomos 1 y 2, con mapas explicativos.